# Damghan
Dāmghān (persa: دامغان) és una ciutat de la província de Semnan a l'Iran, a la carretera (i la via fèrria) entre Teheran i Mashad, a 344 km de Teheran. Es troba a 1.115 metres d'altura i té una població (2007) de 72.098 habitants (9.900 el 1950, 34.057 el 1986).
Les produccions locals són pistatxo i ametlles de crosta petita. La ciutat disposa de tres universitats: La Bàsica de Ciències, la Universitat Islàmica Azad i la Payame Noor.
A 1 km al sud s'eleva el Tappa Hisar on les excavacions de la Universitat de Pennsylvanià van descobrir diverses tombes preislàmiques i vestigis sassànides; el 1996 es va anunciar que s'havien trobat tres nivells, el més antic del 4000 aC amb l'establiment dels aris a l'Iran. La ciutat té la construcció islàmica més antiga i ben segur la mesquita més antiga conservada a l'Iran, la Tari Khana (Casa de Déu), del segle ix, incloent-hi un minaret (del segle xi); aquesta mesquita fou probablement construïda sobre un temple anterior dedicat al foc; també conserva diverses tombes del període seljúcida: Pir Alamdar (1026), Cihil Dukhtaran (1054) i Imamzade Djafar. El minaret Masdjid-i djami data de 1106. Al nord de la ciutat hi ha dos fortaleses anomenades els Forts dels Hashshashin (pels ismaïlites anomenats assassins a Occident), al cim de dues muntanyes: un a la muntanya Gerdkuh (Muntanya rodona) conquerit per Hulagu, i l'altra a Mehrnegar (al costat de Mansurkuh a 22 km al nord de la ciutat) anomenat Fort Mehrnegar del nom d'una princesa. A uns 30 km al nord hi ha l'estació termal de Sheshmeh-Ali, freqüentada en èpoques diverses però especialment sota els qadjars, incloent-hi un palau d'Agha Muhammad Khan (també un de Fath Ali Khan).

## Història
No gaire lluny al sud (25/30 km) hi va haver la ciutat d'Hecatompylos, esmentada pels grecs durant la invasió d'Alexandre el Gran a Àsia. Fou per un temps la capital dels Parts. Avui es diu Sahr-i Kumis o Sahr-e Qumis.
Damghan mateixa fou coneguda també com a Qumis i fou una ciutat important a l'edat mitjana. Era capital de la província de Kumis (Qumis). El 1408 Xah Rukh va concedir en feu (syourgal) el territori de Damghan al sayyid Izz al-Din Hezarjeribí de Hezarjerib
El 29 de setembre de 1729 es va lliurar l'anomenada batalla de Damghan prop de la ciutat (a Mehmandust), entre l'exèrcit d'Ashraf Khan (majoria afganesos) i rebels perses dirigits per Nadir Kuli Beg (la majoria turcmans afshar). Nadir Kuli va triomfar i va ratificar el seu triomf amb una altra victòria més tard a Mursheh-Khort prop d'Esfahan. El 1732 Damghan fou destruïda pels afganesos. Fath Ali Shah va néixer a la ciutat a l'edifici anomenat Molud Khana (Casa del naixement) el 1772.

## Personatges
- Husayn Kuli Khan àlies Djahanb Suz, pare de Fath Ali Shah, governador de Damghan nomenat per Karim Khan
- Fath Ali Shah, shah de Pèrsia nascut a Damghan
- Manushehri al-Damghani, poeta medieval
- Mahdavi al-Damghani, erudit modern
- Yadollah Royai, poeta
- Hasan Damghani, un dels Sarbadars
- Pouria Nazemi, periodista
- Ali Moalem Damghani, poeta
- Akbar Alemi, director de cinema
- Khosrow Vaziri, campió del món de lluita
- Muhammad al-Huseyn al-Mohandes al-Bana al-Damghani, arquitecte
- Abu Taleb al-Damghani, arquitecte
- Ustad Hadj Hasan Mimar al-Damghani, arquitecte
- Muhammad ibn Hasan ibn Ibitalib Mohandes Bana al-Damghani, arquitecte